# Хилиці-Кольонія
Хилиці-Кольонія (пол. Chylice-Kolonia) — село в Польщі, у гміні Якторув Ґродзиського повіту Мазовецького воєводства. Населення — 1510 осіб (2011).
У 1975—1998 роках село належало до Скерневицького воєводства.

## Демографія
Демографічна структура станом на 31 березня 2011 року:
|          | Загалом | Допрацездатний вік | Працездатний вік | Постпрацездатний вік |
| -------- | ------- | ------------------ | ---------------- | -------------------- |
| Чоловіки | 717     | 148                | 482              | 87                   |
| Жінки    | 793     | 148                | 469              | 176                  |
| Разом    | 1510    | 296                | 951              | 263                  |